# St Patrick’s Church (Kilsyth)
Die St Patrick’s Church ist ein römisch-katholisches Kirchengebäude in der schottischen Stadt Kilsyth. Das moderne Gebäude liegt im Stadtzentrum am Nordende der Straße Low Craigends. 1994 wurde die St Patrick’s Church in die schottischen Denkmallisten in der höchsten Kategorie A aufgenommen. Die Kirche ist heute noch als solche in Verwendung.

## Beschreibung
Die St Patrick’s Church wurde im Jahre 1964 fertiggestellt. Die Entwürfe stammen von dem renommierten Architekturbüro Gillespie, Kidd & Coia, das auch weitere kirchliche Gebäude im Central Belt plante, darunter das dem Brutalismus zuzurechnende Priesterseminar St Peter’s College in Cardross und die Sacred Heart Church in Cumbernauld. Das Gebäude weist einen rechteckigen Grundriss auf und ist an einem leichten Hang gelegen. Es besteht aus freiliegendem Backstein. Die Südfassade ist durch sechs vertikale Glaselemente unterbrochen, die über gesamte Gebäudehöhe führen, wobei die zwischenliegenden Distanzen variieren. An der Nordfassade sind nur zwei dieser Elemente nahe den Gebäudekanten verbaut und durch ein flaches, horizontales Betonband verbunden, das ein Bogenmuster beschreibt, das mit Scheiben ausgefüllt ist. Rechts oberhalb des Altarraums befindet sich ein kleines, dreieckiges Fenster. Das Gebäude schließt mit einem Flachdach. Dieses besteht aus einer Stahlkonstruktion, die sich nach unten im 45°-Winkel verjüngt und mit Kupferelementen verkleidet ist und auf den roten Backsteinfassaden aufsitzt. An der Südseite befindet sich der Eingangsbereich mit einem kleinen Vorbau mit Flachdach. Dieser ist in den Originalentwürfen nicht enthalten.